# Височная мышца
Височная мышца (лат. musculus temporalis) заполняет височную ямку. Начинается от височной поверхности лобной кости, большого крыла клиновидной кости и чешуйчатой части височной кости. Пучки мышцы, направляясь вниз, конвергируют и образуют мощное сухожилие, которое проходит кнутри от скуловой дуги и прикрепляется к венечному отростку нижней челюсти. Височная мышца имеет веерообразное строение. Её передние волокна идут вертикально вверх, средние — наискось кзади, а задние — почти горизонтально кзади. Височная мышца легко прощупывается под кожей, особенно при сокращении.

## Функция
Сокращение всех пучков мышцы поднимает опущенную нижнюю челюсть; задние пучки тянут назад выдвинутую вперёд нижнюю челюсть.